# Sakshi Tanwar
Sakshi Tanwar (Alwar, 12 gennaio 1973) è un'attrice indiana.

## Biografia
Iniziò la sua carriera come presentatrice nel programma radio Doordarshan. Nel 1998 Tanwar presentò il programma Albela Sur Mela. A cominciare dall'anno 2000 fino al 2008, Tanwar ha interpretato il ruolo principale di Parvati Agarwal nella soap opera, Kahaani Ghar Ghar Kii e dopo aver partecipato in varie serie tv, interpretò la protagonista, Priya Ram Kapoor, nella soap opera, Bade Achhe Lagte Hain, la quale è andata in onda nel maggio 2011 ed è terminata nel luglio 2014. Nel dicembre 2012 è stata una comparsa nel programma Kaun Banega Crorepati. Fece il suo debutto nel 1996 con una serie televisiva chiamata Dastoor.

## Televisione
Fiction
- 2000–08 Kahaani Ghar Ghar Kii come Parvati Agarwal / Swati Dixit / Janki Devi Dixit
- 2001-2002 Kutumb (TV series) come Maya Mittal
- 2003 Devi as Gayatri
- 2004 Jassi Jaisi Koi Nahin come Indira Bhargav
- 2008 Bawandar (apparsa in un episodio)[5]
- 2008 Kahaani Hamaaray Mahaabhaarat Ki come Ganga[6]
- 2010 Balika Vadhu come Teepri
- 2011–14 Bade Achhe Lagte Hain come Priya Kapoor
- 2013 Ek Thhi Naayika (episodi #13 e #14) come Pooja[7][8]
- 2014 Main Naa Bhoolungi come narratrice nel primo episodio
- 2016  24: Season 2 come Shivani Malik

Reality Show
- 1998 Albela Sur Mela come presentatrice
- 2009 Coffee House nel ruolo di se stessa
- 2010 Crime Patrol – Season 2 come co-presentatrice e narratrice (insieme a Anup Soni)
- 2012 Kaun Banega Crorepati 6 come concorrente ospite (per promuovere 'Bade Achhe Lagte Hain')
- 2015 Code Red come presentatrice

## Filmografia
| Anno | Film                  | Ruolo                           |
| ---- | --------------------- | ------------------------------- |
| 2006 | O re Manva            | Sandhya                         |
| 2008 | C Kkompany            | Television Actress (Cameo role) |
| 2009 | Saluun                | Sasiji                          |
| 2009 | Coffee House          | Kavita                          |
| 2011 | Aatankwadi Uncle      | Sumitra                         |
| 2011 | Bawra Mann            | Pallavi                         |
| 2015 | Katyar Kaljat Ghusali | Nabila - Marathi Film           |
| 2015 | Mohalla Assi          | Savitri                         |
| 2016 | Dangal                | Daya Kaur                       |

## Premi e riconoscimenti
| Anno | Premio                                          | Categoria                                   | Personaggio      | Per lo show           | Risultato       |
| ---- | ----------------------------------------------- | ------------------------------------------- | ---------------- | --------------------- | --------------- |
| 2003 | Indian Telly Awards                             | Best Actress in Lead Role                   | Parvati Aggarwal | Kahaani Ghar Ghar Kii | Vincitore/trice |
| 2004 | Kalakar Awards                                  | Best Actress                                | Parvati Aggarwal | Kahaani Ghar Ghar Kii | Vincitore/trice |
| 2010 | Indian Television Academy Awards                | ITA Milestone Award                         | Parvati Aggarwal | Kahaani Ghar Ghar Kii | Vincitore/trice |
| 2011 | Indian Television Academy Awards                | Best Actress - Drama (Jury)                 | Priya Kapoor     | Bade Achhe Lagte Hain | Vincitore/trice |
| 2012 | 11th Indian Telly Awards                        | Best Actress in a Lead Role (Jury)          | Priya Kapoor     | Bade Achhe Lagte Hain | Vincitore/trice |
| 2012 | Apsara Film & Television Producers Guild Awards | Best Actress in Drama Series                | Priya Kapoor     | Bade Achhe Lagte Hain | Vincitore/trice |
| 2012 | Dadasaheb Phalke Academy Awards                 | Best Television Actor in Lead Role (Female) | Priya Kapoor     | Bade Achhe Lagte Hain | Vincitore/trice |
| 2012 | People's Choice Awards India                    | Best Drama Actress                          | Priya Kapoor     | Bade Achhe Lagte Hain | Vincitore/trice |
| 2013 | Star Guild Awards                               | Best Actress in Drama Series                | Priya Kapoor     | Bade Achhe Lagte Hain | Vincitore/trice |